# Mattias Norström
Mattias E.J. Norström (né le 2 janvier 1972 à Stockholm en Suède) est un joueur suédois de hockey sur glace.

## Carrière
Défenseur, il joua 14 saisons dans la Ligue nationale de hockey. Il a été sélectionné par les Rangers de New York lors du repêchage de 1992 alors qu'il évoluait pour le AIK IF dans sa Suède natale. Il participe à de nombreux tournois internationaux tels que les Jeux olympiques et le Championnat du monde.
Il annonce sa retraite le 10 juin 2008. Au terme de sa carrière, il a joué plus de 900 parties dans la LNH sans toutefois remporter la Coupe Stanley. Il a aussi participé à deux reprises au Match des étoiles de la Ligue nationale de hockey en 1999 et 2004.

## Statistiques

### En club
| Saison     | Équipe                | Ligue       |     | Saison régulière | Saison régulière | Saison régulière | Saison régulière | Saison régulière |   | Séries éliminatoires | Séries éliminatoires | Séries éliminatoires | Séries éliminatoires | Séries éliminatoires |
| Saison     | Équipe                | Ligue       | PJ  | B                | A                | Pts              | Pun              | PJ               | B | A                    | Pts                  | Pun                  |                      |                      |
| 1990-1991  | Mora IK               | Allsvenskan | 9   | 1                | 1                | 2                | 4                | 1                | 0 | 0                    | 0                    | 2                    |                      |                      |
| 1991-1992  | AIK IF                | Elitserien  | 39  | 4                | 3                | 7                | 28               | 3                | 0 | 2                    | 2                    | 2                    |                      |                      |
| 1992-1993  | AIK IF                | Allsvenskan | 17  | 2                | 3                | 5                | 40               | 2                | 0 | 1                    | 1                    | 2                    |                      |                      |
| 1992-1993  | AIK IF                | Elitserien  | 22  | 0                | 1                | 1                | 16               | -                | - | -                    | -                    | -                    |                      |                      |
| 1993-1994  | Rangers de Binghamton | LAH         | 55  | 1                | 9                | 10               | 70               | -                | - | -                    | -                    | -                    |                      |                      |
| 1993-1994  | Rangers de New York   | LNH         | 9   | 0                | 2                | 2                | 6                | -                | - | -                    | -                    | -                    |                      |                      |
| 1994-1995  | Rangers de Binghamton | LAH         | 63  | 9                | 10               | 19               | 91               | -                | - | -                    | -                    | -                    |                      |                      |
| 1994-1995  | Rangers de New York   | LNH         | 9   | 0                | 3                | 3                | 2                | 3                | 0 | 0                    | 0                    | 0                    |                      |                      |
| 1995-1996  | Rangers de New York   | LNH         | 25  | 2                | 1                | 3                | 22               | -                | - | -                    | -                    | -                    |                      |                      |
| 1995-1996  | Kings de Los Angeles  | LNH         | 11  | 0                | 1                | 1                | 18               | -                | - | -                    | -                    | -                    |                      |                      |
| 1996-1997  | Kings de Los Angeles  | LNH         | 80  | 1                | 21               | 22               | 84               | -                | - | -                    | -                    | -                    |                      |                      |
| 1997-1998  | Kings de Los Angeles  | LNH         | 71  | 1                | 12               | 13               | 90               | 4                | 0 | 0                    | 0                    | 2                    |                      |                      |
| 1998-1999  | Kings de Los Angeles  | LNH         | 78  | 2                | 5                | 7                | 36               | -                | - | -                    | -                    | -                    |                      |                      |
| 1999-2000  | Kings de Los Angeles  | LNH         | 82  | 1                | 13               | 14               | 66               | 4                | 0 | 0                    | 0                    | 6                    |                      |                      |
| 2000-2001  | Kings de Los Angeles  | LNH         | 82  | 0                | 18               | 18               | 60               | 13               | 0 | 2                    | 2                    | 18                   |                      |                      |
| 2001-2002  | Kings de Los Angeles  | LNH         | 79  | 2                | 9                | 11               | 38               | 7                | 0 | 0                    | 0                    | 4                    |                      |                      |
| 2002-2003  | Kings de Los Angeles  | LNH         | 82  | 0                | 6                | 6                | 49               | -                | - | -                    | -                    | -                    |                      |                      |
| 2003-2004  | Kings de Los Angeles  | LNH         | 74  | 1                | 13               | 14               | 44               | -                | - | -                    | -                    | -                    |                      |                      |
| 2004-2005  | AIK IF                | Allsvenskan | -   | -                | -                | -                | -                | 8                | 1 | 0                    | 1                    | 4                    |                      |                      |
| 2005-2006  | Kings de Los Angeles  | LNH         | 77  | 4                | 23               | 27               | 58               | -                | - | -                    | -                    | -                    |                      |                      |
| 2006-2007  | Kings de Los Angeles  | LNH         | 62  | 2                | 7                | 9                | 40               | -                | - | -                    | -                    | -                    |                      |                      |
| 2006-2007  | Stars de Dallas       | LNH         | 14  | 0                | 2                | 2                | 8                | 7                | 0 | 0                    | 0                    | 8                    |                      |                      |
| 2007-2008  | Stars de Dallas       | LNH         | 66  | 2                | 11               | 13               | 40               | 18               | 2 | 3                    | 5                    | 16                   |                      |                      |
| Totaux LNH | Totaux LNH            | Totaux LNH  | 903 | 18               | 147              | 165              | 661              | 56               | 2 | 5                    | 7                    | 54                   |                      |                      |

### En équipe nationale
| Année | Équipe | Compétition                 |    | PJ | B | A | Pts | Pun                |  | Résultats |
| 1992  | Suède  | Championnat du monde junior | 7  | 0  | 1 | 1 | 10  | Médaille d'argent  |  |           |
| 1996  | Suède  | Championnat du monde        | 6  | 0  | 0 | 0 | 6   | 6e position        |  |           |
| 1996  | Suède  | Coupe du monde              | 4  | 0  | 1 | 1 | 0   | Médaille de bronze |  |           |
| 1997  | Suède  | Championnat du monde        | 11 | 0  | 2 | 2 | 14  | Médaille d'argent  |  |           |
| 1998  | Suède  | Jeux olympiques             | 4  | 0  | 1 | 1 | 2   | 5e position        |  |           |
| 1998  | Suède  | Championnat du monde        | 1  | 0  | 0 | 0 | 0   | Médaille d'or      |  |           |
| 2000  | Suède  | Championnat du monde        | 6  | 0  | 1 | 1 | 8   | 7e position        |  |           |
| 2002  | Suède  | Jeux olympiques             | 4  | 0  | 0 | 0 | 0   | Médaille de bronze |  |           |
| 2003  | Suède  | Championnat du monde        | 9  | 1  | 2 | 3 | 8   | 4e position        |  |           |
| 2004  | Suède  | Coupe du monde              | 4  | 0  | 0 | 0 | 0   |                    |  |           |
| 2005  | Suède  | Championnat du monde        | 9  | 0  | 7 | 7 | 2   | 4e position        |  |           |

## Trophées et honneurs personnels
- 1999 et 2004 : participation au Match des étoiles de la LNH

## Transactions en carrière
- 1992 : repêché par les Rangers de New York au 2e tour, à la 48e position
- 14 mars 1996 : échangé aux Kings de Los Angeles par les Rangers de New York avec Ray Ferraro, Nathan LaFayette, Ian Laperrière et un choix de 4e tour (Sean Blanchard) lors du repêchage d'entrée dans la LNH en 1997 en retour de Shane Churla, Jari Kurri et de Marty McSorley.
- 27 février 2007 : échangé aux Stars de Dallas par les Kings de Los Angeles avec Konstantin Pouchkariov, un choix de 3e tour (Sergueï Korostine) et de 4e tour (échangé plus tard aux Blue Jackets de Columbus, Columbus sélectionne Maksim Maïorov) lors du repêchage d'entrée dans la LNH en 2007 en retour de Jaroslav Modry, les droits sur Johan Fransson, un choix de 2e tour (Oscar Moller), de 3e tour (Bryan Cameron) lors du repêchage d'entrée dans la LNH en 2007 et d'un choix de 1er tour (échangé plus tard aux Coyotes de Phoenix, Phoenix sélectionne Viktor Tikhonov) lors du repêchage d'entrée dans la LNH en 2008.